# Charaima
Charaima es un pueblo venezolano que se encuentra en el este de la península de Paraguaná del estado Falcón. 
La localidad tiene como patrona a Nuestra Señora de los Desamparados 
Imagen con más de 25 años en la comunidad, siendo foco del fervor de los habitantes del poblado. El templo esta abierto todos los domingo a las 5 de la tarde para los que quieran visitar a la virgen.

## Etimología
El nombre primitivo era Charaide, así que la voz sufrió modificaciones por razones de eufonía. Se sospecha la relación entre el cacique Charaima de la isla de Margarita, el abuelo de guaiquerí Francisco Fajardo, primer fundador de Caracas.

## Características
Charaima es un pueblo tranquilo de la península de Paraguaná formados por casa habitadas los apellidos más comunes son Carrasquero, Colina, Primera. Está muy cercano a las playas de Supi, Tiraya, Adícora y Playa Azu.

### Actividades económicas
También propicio para la siembra de maíz, patilla, melones y granos como caraotas y tapiramas, cardones y tunas, igualmente se puede criar ganado ovino, caprino, ovino y porcino para consumo humano.
El ganado caballar, burros y mulas para transporte en la rurales de los pueblos circunvecinos, Baraived, Miraca en su parte sur, y al norte pueblo como La Idea, El Hato, ideales para el desarrollo de turismo.
Sus campos son amplios y hermosos más en temporadas de lluvia. Igualmente dicen los expertos y habitantes que corriente de agua subterráneas salubre y dulces, que desembocan en la playa, que puede ser usadas en desarrollo de la actividad agrícola y pecuaria.